# 邑木隆二
邑木 隆二（むらき りゅうじ、1979年12月29日 - ）は、日本の元短距離走選手。400メートル走を専門にした。

## 経歴
大阪府出身。大阪高等学校、法政大学卒業。富士通陸上競技部に所属した。
2025年8月現在、駿河台大学陸上競技部の総監督を務めている。

## 自己ベスト
| 種目  | タイム | 大会           | 記録地     | 記録日        |
| ----- | ------ | -------------- | ---------- | ------------- |
| 400 m | 45.88  | 関東大学選手権 | 日本、横浜 | 2001年5月13日 |

## 国際大会の結果
| 年       | 大会             | 開催地                   | 順位             | 種目          | タイム              | 備考     |
| 日本代表 | 日本代表         | 日本代表                 | 日本代表         | 日本代表      | 日本代表            | 日本代表 |
| -------- | ---------------- | ------------------------ | ---------------- | ------------- | ------------------- | -------- |
| 2000     | アジア選手権大会 | インドネシア、ジャカルタ | 12位（準々決勝） | 400 m         | 47.79               |          |
| 2001     | 東アジア競技大会 | 日本、大阪市             | 3位              | 400 m         | 46.17               |          |
| 2001     | 東アジア競技大会 | 日本、大阪市             | 1位              | 4×400 mリレー | 3:03.74 （第4走者） | GR       |
| 2001     | 世界選手権大会   | カナダ、エドモントン     | 12位（予選）     | 4×400 mリレー | 3:02.75 （第3走者） | SB       |
| 2001     | ユニバーシアード | 中国、北京               | 6位              | 400 m         | 46.60               |          |
| 2001     | ユニバーシアード | 中国、北京               | 3位              | 4×400 mリレー | 3:03.63 （第3走者） |          |